# Donnée numérique
Cet article court présente un sujet plus développé dans : Numérique et donnée (informatique).
Une donnée numérique est un nombre associé à la valeur d'une grandeur qu'on peut utiliser dans un calcul.
En sciences de la nature, on décrit un phénomène en associant une valeur numérique à une dimension. On ne peut séparer la valeur de l'unité de mesure qui indique la dimension et l'échelle. Les données constituées ainsi d'un nombre et d'une unité servent à vérifier les modèles mathématiques du phénomène. Au contraire des valeurs algébriques d'un modèle mathématique, la valeur numérique ne peut prendre qu'un nombre fini de valeurs discrètes. La quantification dépend de la précision arithmétique et des limites extrêmes qu'autorise la qualité métrologique des appareils de mesure.
En statistiques, le résultat d'un comptage remplace le phénomène, et la procédure par lequel il a été obtenu, l'unité. On calcule des indicateurs à partir de ces données statistiques primaires afin de produire des données plus synthétiques. Le tableau des données organise ces résultats par catégories.
En informatique, le processus s'exprime dans une structure de données appelée tableau, dans lequel un nombre cardinal, la valeur, est associé à une catégorie que représentent un ou plusieurs nombres ordinaux, l'index de ligne, de colonne, et plus s'il y a lieu. Comme tous les nombres ordinaux et cardinaux se manipulent de la même façon — un pointeur est une donnée —, l'ensemble, identification de l'unité de mesure, et implicitement du « genre de grandeur » d'une part et valeur de la variable d'autre part est dit « numérique ».
En droit, l'expression « données numériques » peut désigner les données personnelles, régies dans certains pays par un droit particulier, que la Communauté européenne codifie dans le Règlement général sur la protection des données. Ces dispositions, décidées en réaction à l'exploitation de ces données par les entreprises de service de réseautage social, s'appliquent quel que soit le mode de conservation des données.